# لوکالیزا
لوکالیزا (انگلیسی: Localiza) شرکت اجاره خودرو برزیلی است، که در سال ۱۹۷۳ تأسیس شد.